# Migrație umană

Ratele de migrație nete pentru 2011: pozitive (albastru), negative (portocaliu), stabile (verde), fără date (gri)

Migrația umană reprezintă mutarea oamenilor dintr-un loc în altul cu intenția de a rămâne permanent sau temporar în noul amplasament. De obicei, mutarea se face pe distanțe lungi și prin părăsirea țării, dar este posibilă și migrația internă. Poate exista migrație individuală, familială sau în masă. 
O persoană care se deplasează de la domiciliu la alt loc din cauza dezastrelor naturale sau a tulburărilor civile poate fi descrisă drept refugiat sau, mai ales în aceeași țară, o persoană strămutată. O persoană care caută refugiu din cauza unor persecuții politice, religioase sau de altă natură este de obicei descrisă ca un solicitant de azil.

## Economie legată de migrația umană
Remitențele, adică fondurile transferate de lucrătorii migranți în țara lor de origine, formează o parte substanțială a economiei unor țări. Primii zece beneficiari de remitențe în 2018.
| Rank | Țară        | Remitența (în miliarde de dolari SUA) | Procent din PIB |
| ---- | ----------- | ------------------------------------- | --------------- |
| 1    | India       | 80                                    | 2.80            |
| 2    | China       | 67                                    | 0.497           |
| 3    | Philippines | 34                                    | 9.144           |
| 4    | Mexico      | 34                                    | 1.54            |
| 5    | France      | 25                                    | 0.96            |
| 6    | Nigeria     | 22                                    | 5.84            |
| 7    | Egypt       | 20                                    | 8.43            |
| 8    | Pakistan    | 20                                    | 6.57            |
| 9    | Bangladesh  | 17.7                                  | 5.73            |
| 10   | Vietnam     | 14                                    | 6.35            |